# Hechtia reflexa
Hechtia reflexa är en gräsväxtart som beskrevs av Lyman Bradford Smith. Hechtia reflexa ingår i släktet Hechtia och familjen Bromeliaceae. Inga underarter finns listade i Catalogue of Life.